# Термос

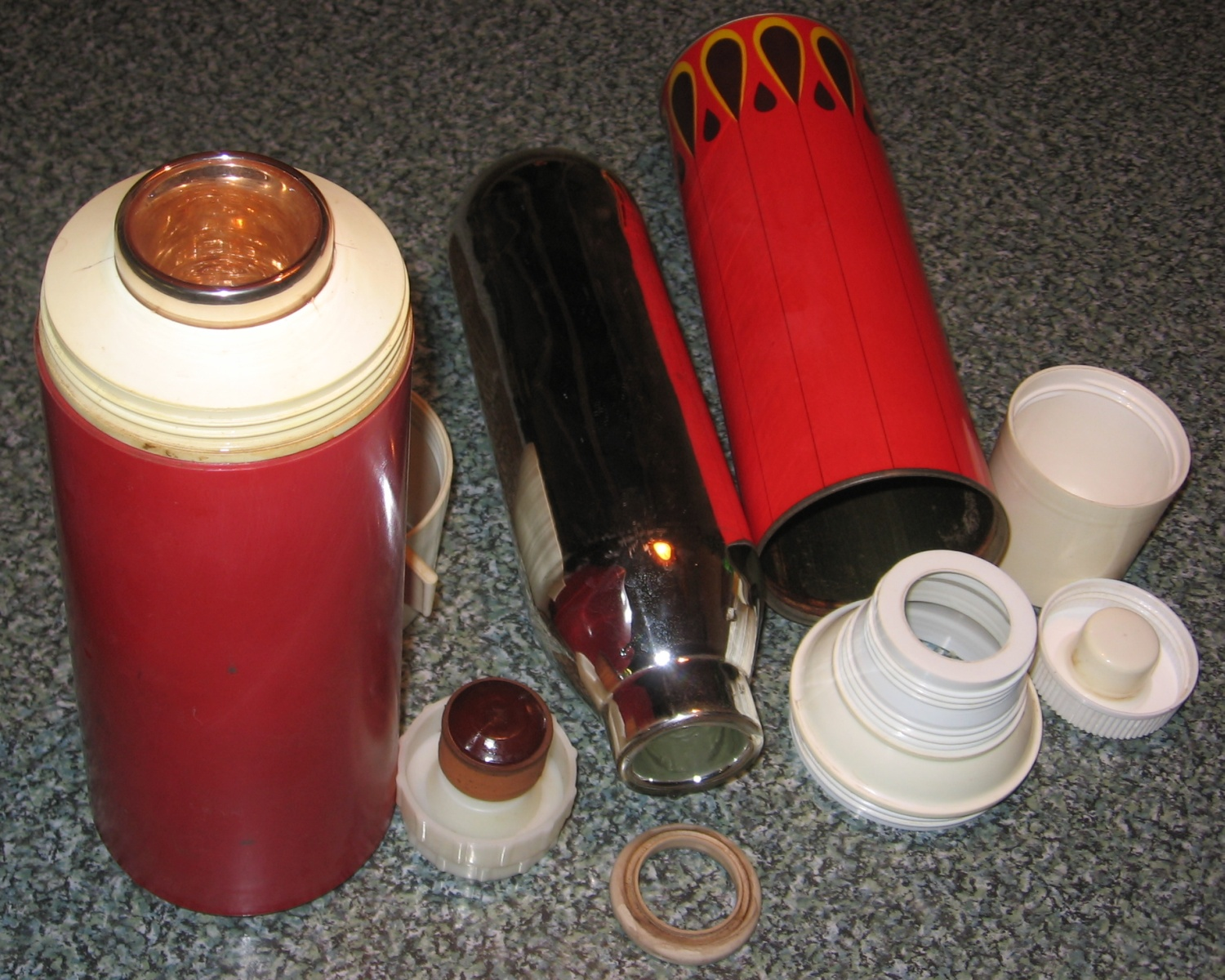
Советские термосы для напитков со стеклянной колбой

устройство колбы термоса

Те́рмос — вид бытовой теплоизоляционной посуды для продолжительного сохранения более высокой или низкой температуры пищевых продуктов по сравнению с температурой окружающей среды. Является разновидностью сосуда Дьюара.
Термос может использоваться не только для хранения готовых напитков и еды, но и для их приготовления, например — различных настоев и каш.
Свое название термос получил от названия немецкой компании Thermos GmbH — первого коммерческого производителя термосов. Его в 1904 году на конкурсе на лучшее название придумал житель Мюнхена, от древнегреческого θερµός «тёплый».

## История

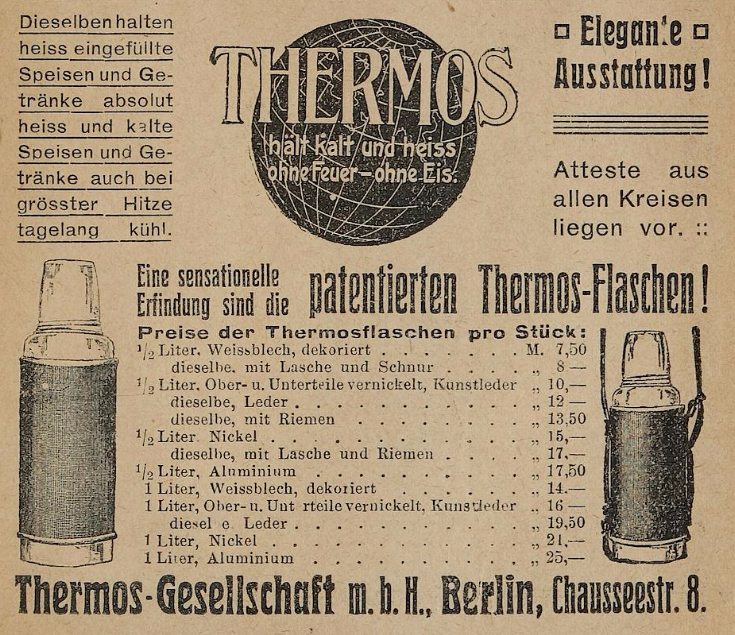
реклама термоса 1907 год

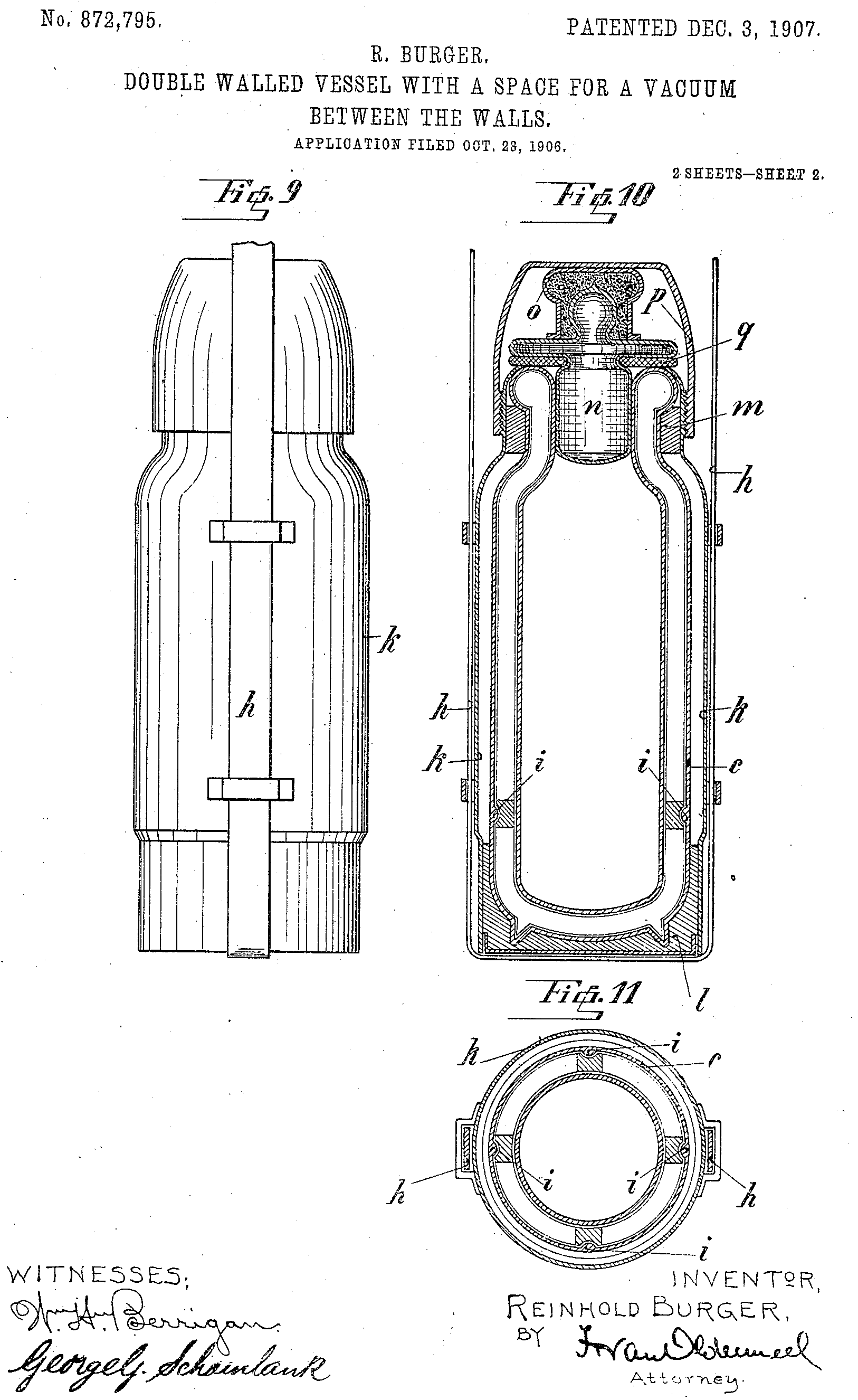
Фрагмент заявки на патент термоса от 23 октября 1906 года

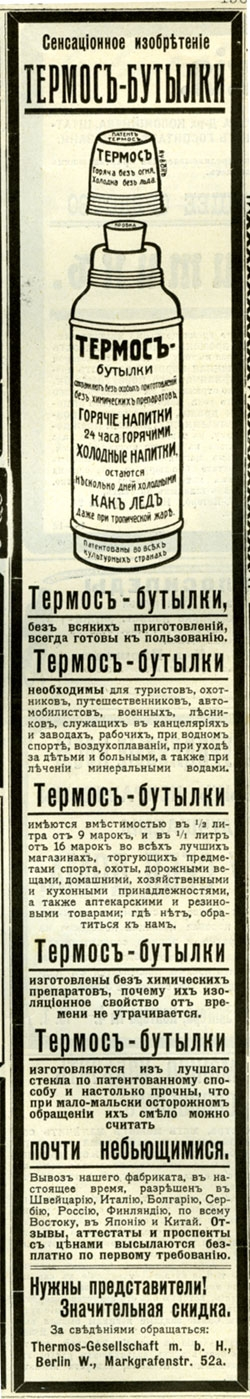
Реклама термос-бутылок в России от немецкой фирмы Thermos GmbH (примерно 1906—1914 годы)

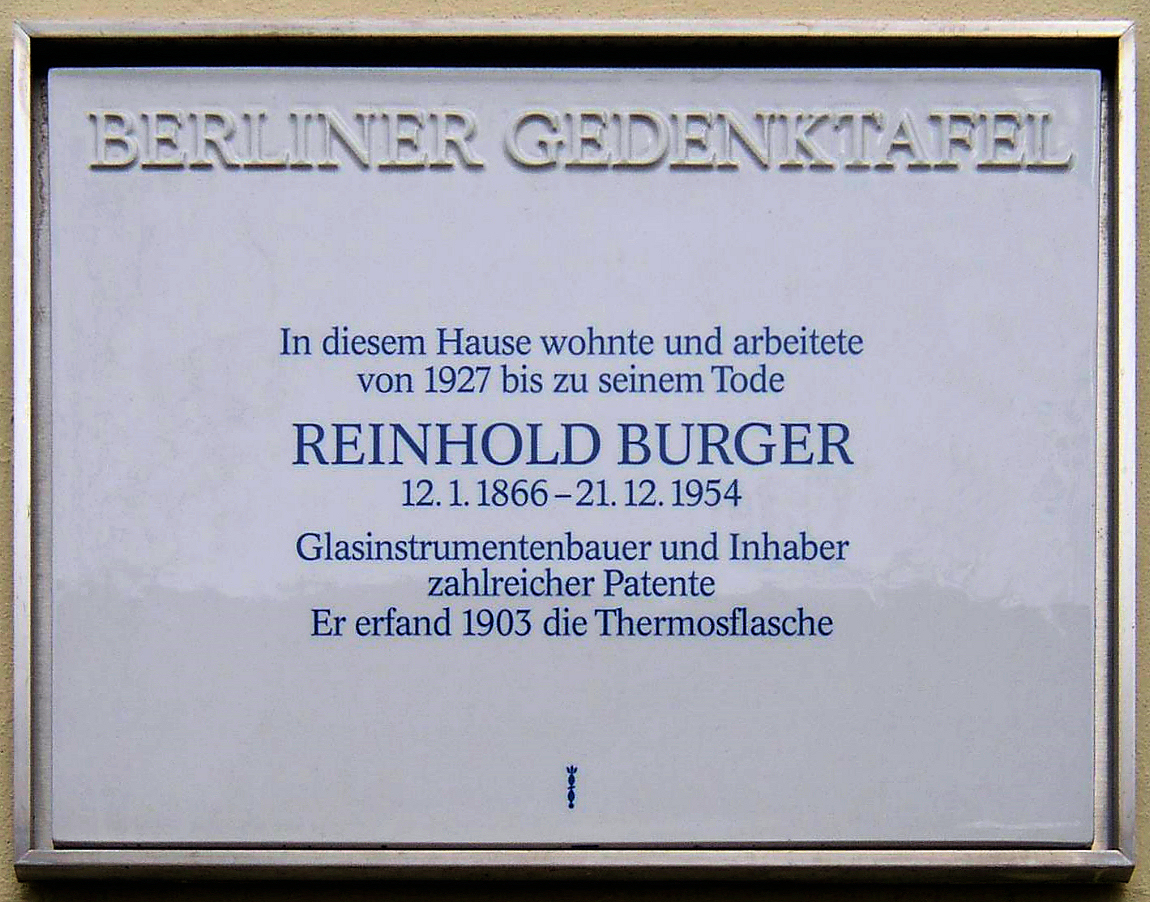
Мемориальная доска на доме, где жил и работал Рейнгольд Бургер с 1927 года до своей смерти (Германия, Берлин, район Панков, ул. Wilhelm-Kuhr-Straße, 3)

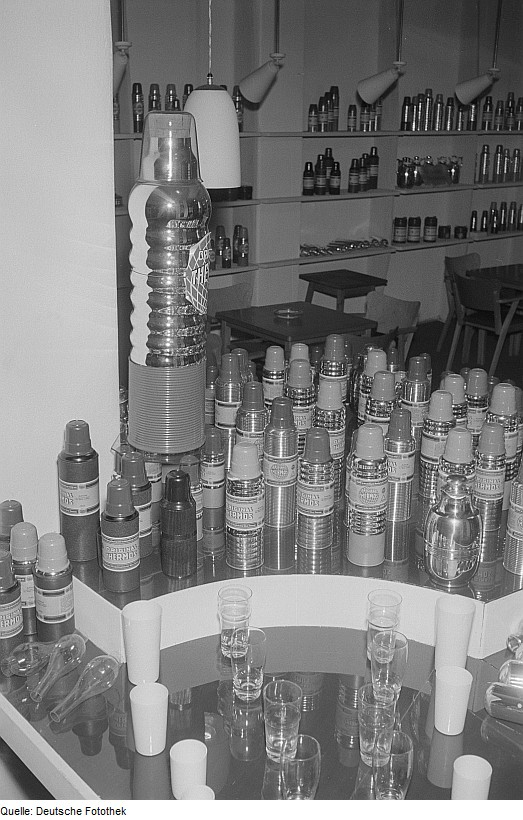
Термосы Thermos на осенней Лейпцигской ярмарке (1953 год)

Сам по себе вакуумный сосуд был изобретён и разработан в 1892 году шотландским физиком и химиком Джеймсом Дьюаром в процессе исследований в области криогеники. В честь учёного он называется в научной среде сосудом Дьюара.
Разработка Дьюара была в 1904 году превращена в коммерческий продукт берлинскими производителями стеклянных изделий Рейнхольдом Бургером и Альбертом Ашенбреннером. Для удобного использования этого сосуда в быту (хранения напитков) немцы добавили к нему металлический корпус, пробку и крышку-стаканчик. Также, им была разработана система поддержки внутренней стенки колбы, так как она держалась только в одном месте у горловины сосуда и из-за этого легко ломалась при активном использовании — на это изобретение Рейнгольд Бургер получил немецкий патент DE170057, заявка на который была подана 30 сентября 1903 года.
Был объявлен конкурс на лучшее название торговой марки для нового изобретения, в котором победил один из жителей Мюнхена, предложивший название Thermos (от греч. therme — горячий). Бургер основал одноимённую фирму Thermos-Gesellschaft m.b.H. (Thermos GmbH) по выпуску термосов, и с марта 1904 года эта торговая марка стала использоваться в коммерческих целях.
Сосуды Дьюара не были запатентованы, их изобретатель — Джеймс Дьюар — считал, что они не будут иметь коммерческого успеха, поэтому, когда он обратился в суд о возмещении нанесённого Бургером ущерба, его иск остался неудовлетворённым.
23 октября 1906 года Рейнгольд Бургер подал заявку, а 3 декабря 1907 года получил патент США U.S. Patent 872 795 на «Сосуд с двойными стенками и вакуумом между ними». В качестве изобретателя термоса в патенте был указан Рейнгольд Бургер, имя Джеймса Дьюара в патенте не упоминается. Правопреемником данного патента становится американская фирма American Thermos Bottle Company. Также в 1907 году права на производство термоса были проданы ещё двум компаниям — канадской Canadian Thermos Bottle Co и британской Thermos Limited.
В настоящее время срок патента истёк. Права на использование торговой марки Thermos принадлежат японской компании Thermos L.L.C., выпускающей термосы под этим брендом.

## Конструкция

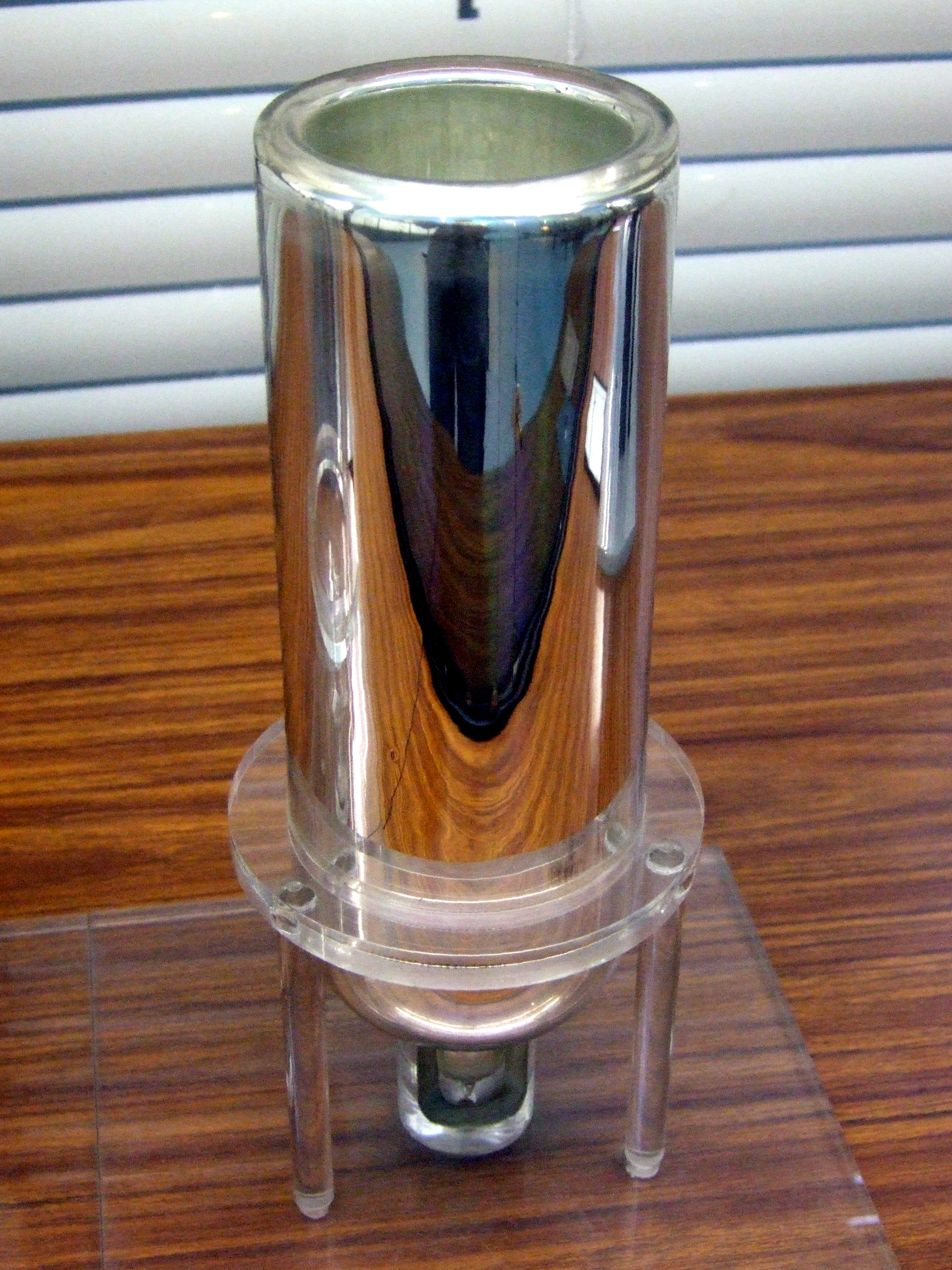
Сосуд Дьюара в Немецком музее

Основной элемент термоса — колба (сосуд Дьюара) из стекла или нержавеющей стали с двойными стенками, между которыми выкачан воздух (создан вакуум) для уменьшения теплопроводности и конвекции между колбой термоса и внешней средой. Для уменьшения теплового излучения внутренние поверхности колбы покрывают слоем из отражающего, зеркального материала. Наружный корпус термосов со стеклянной колбой изготавливается из пластмассы, металла или дерева, колба из металла одновременно является корпусом термоса.
Также часто у термосов с металлической колбой есть чехол с ручкой для переноски.

## Разновидности
По материалу, из которого сделана внутренняя колба: стеклянные, пластиковые, керамические, металлические.

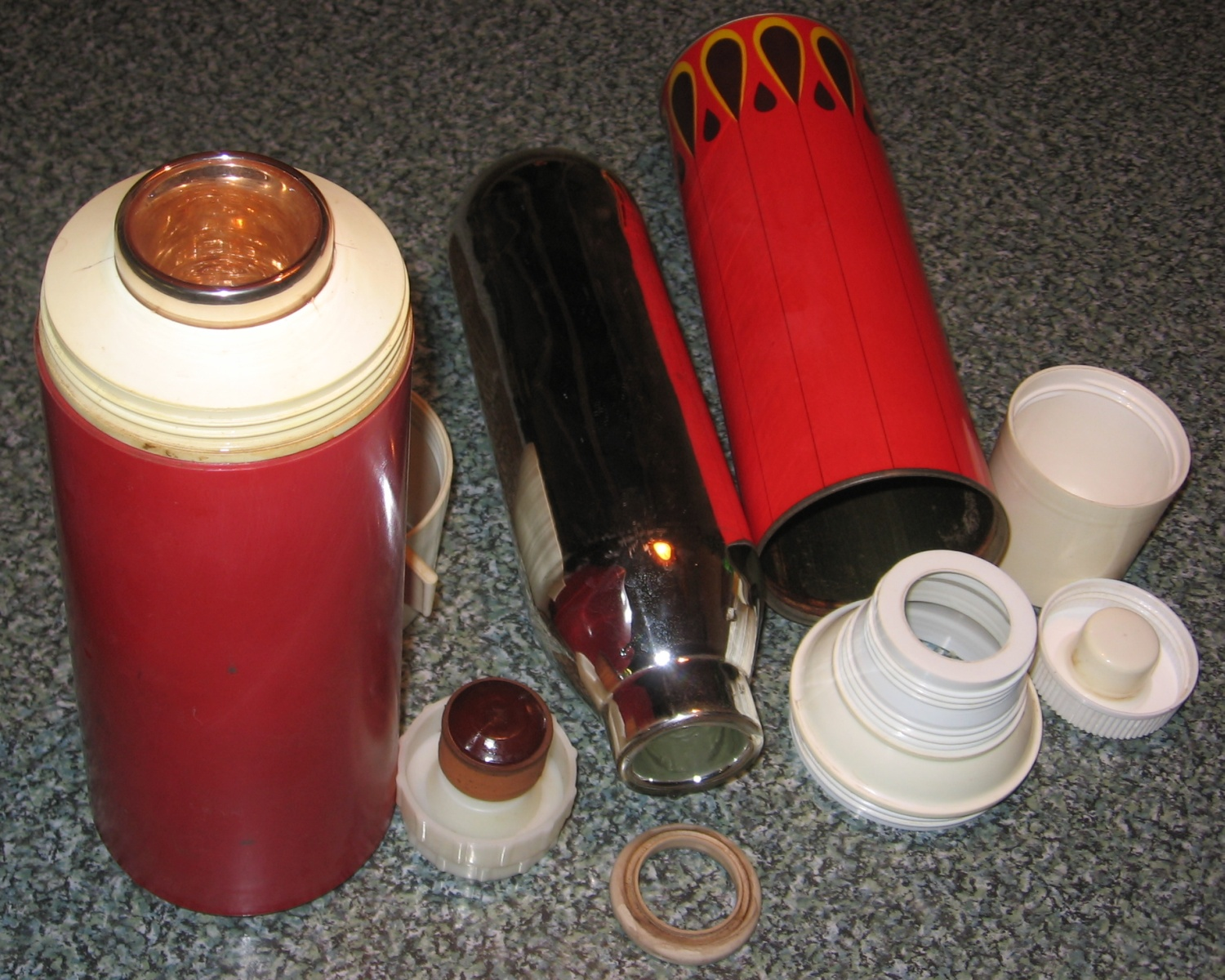
термос со стеклянной колбой

Стеклянная колба: хорошо держит температуру, но легко может разбиться при неосторожном обращении, подходит для домашнего использования. (В термосах используют тонкое и хрупкое стекло).
Металлическая колба:

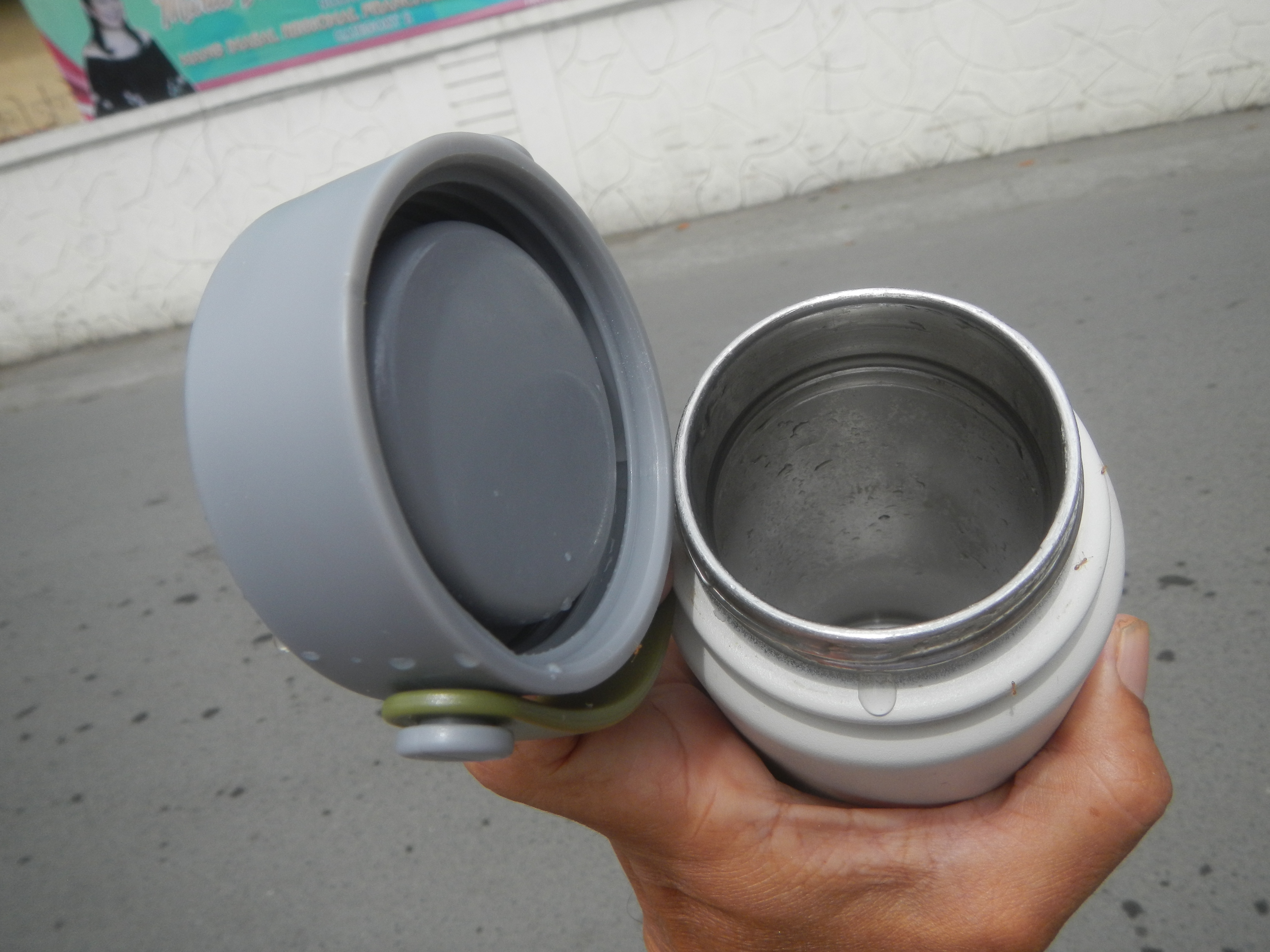
термос с металлической колбой

прочная и подходит для командировок, путешествий, отдыха на природе.
В зависимости от типа используемой пищи, современные бытовые термосы можно разделить на следующие виды:

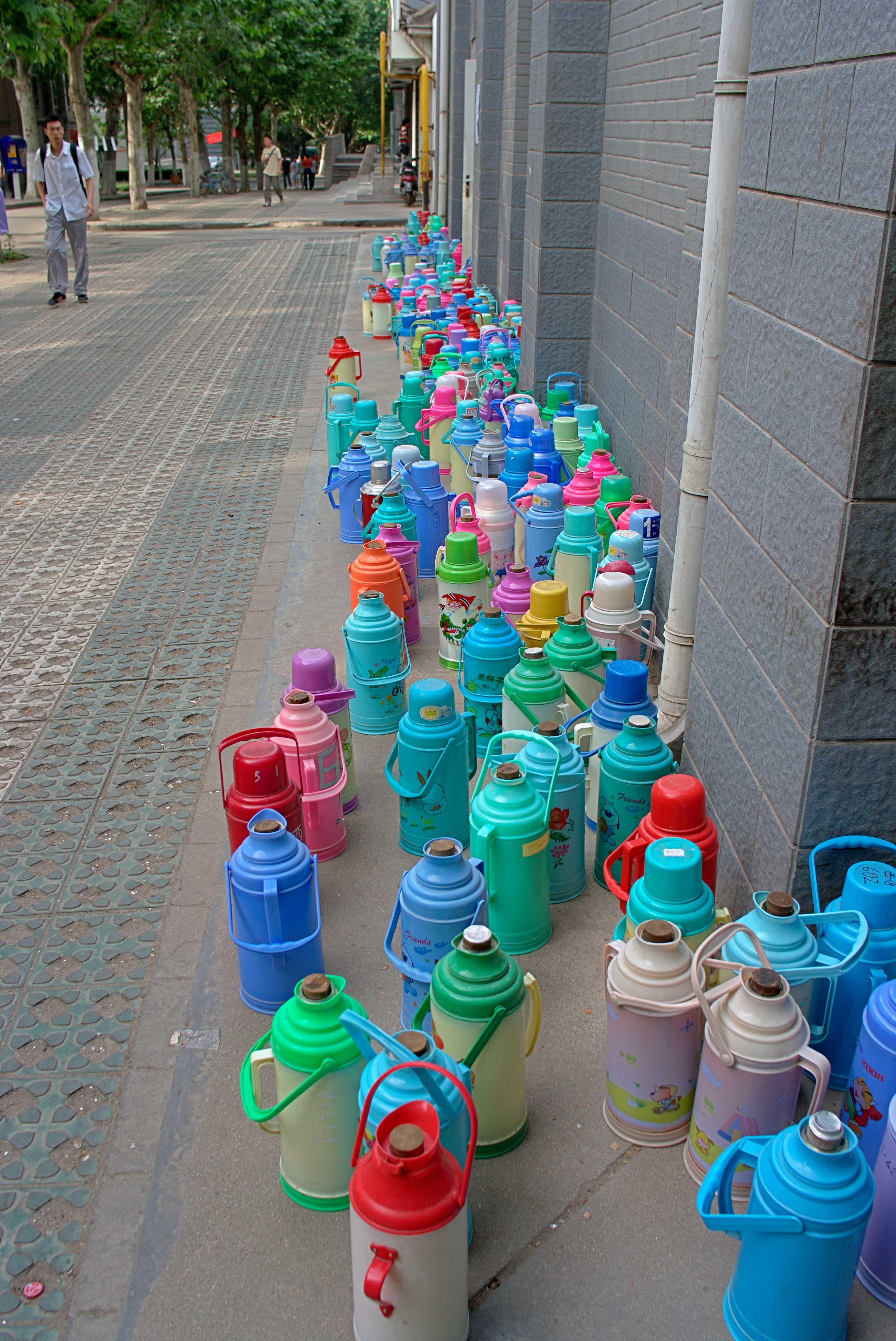
студенты в Китае используют термосы для хранения горячей воды

- Термосы для напитков — имеют узкую горловину диаметром 25—55 мм.

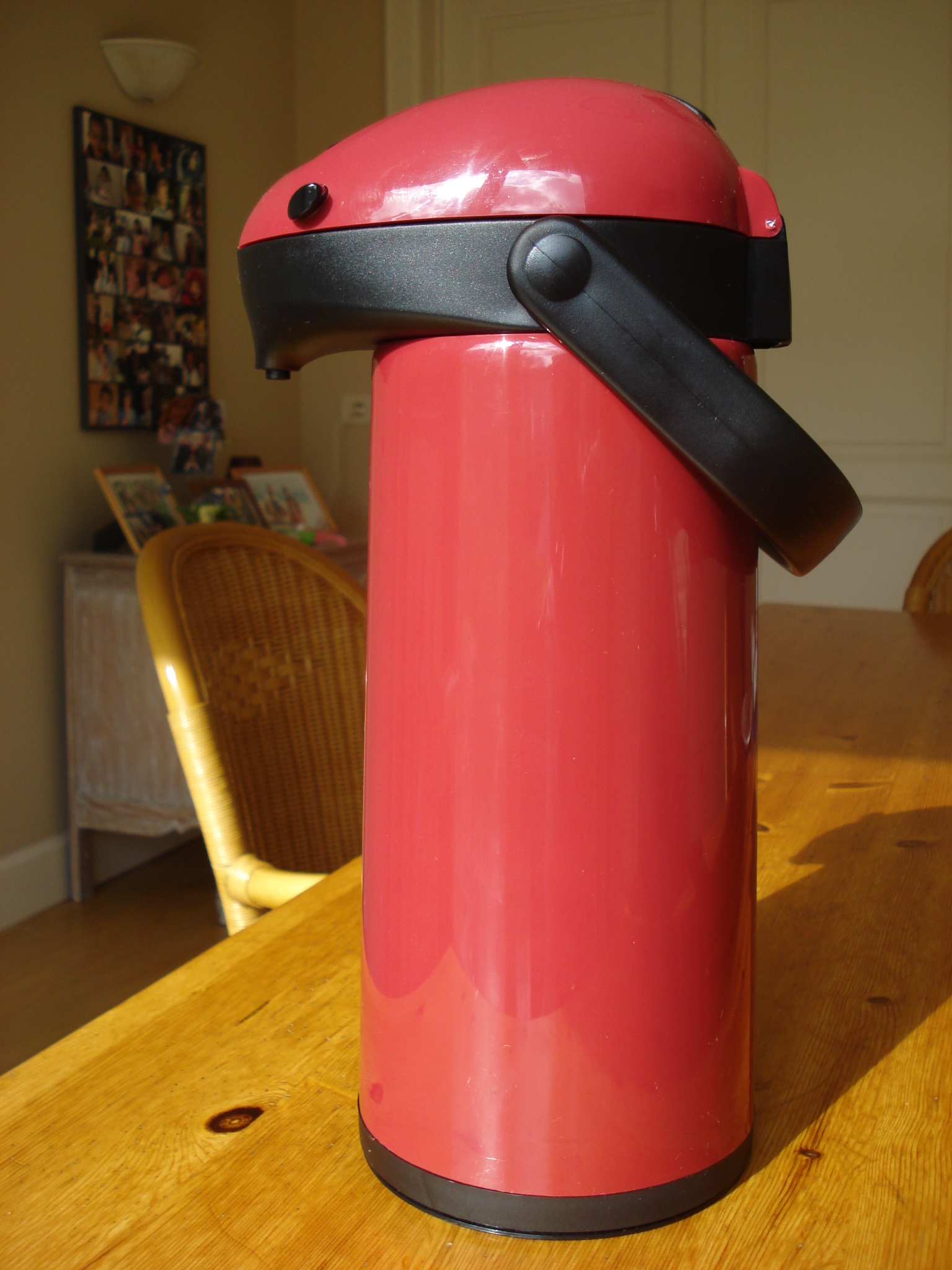
Термос с пневмонасосом

- Термосы с пневмонасосом — в конструкции крышки такого термоса есть пневмонасос для извлечения жидкостей путём нажатия на кнопку, и выводное отверстие сбоку для наливания. Предназначены для настольного использования.

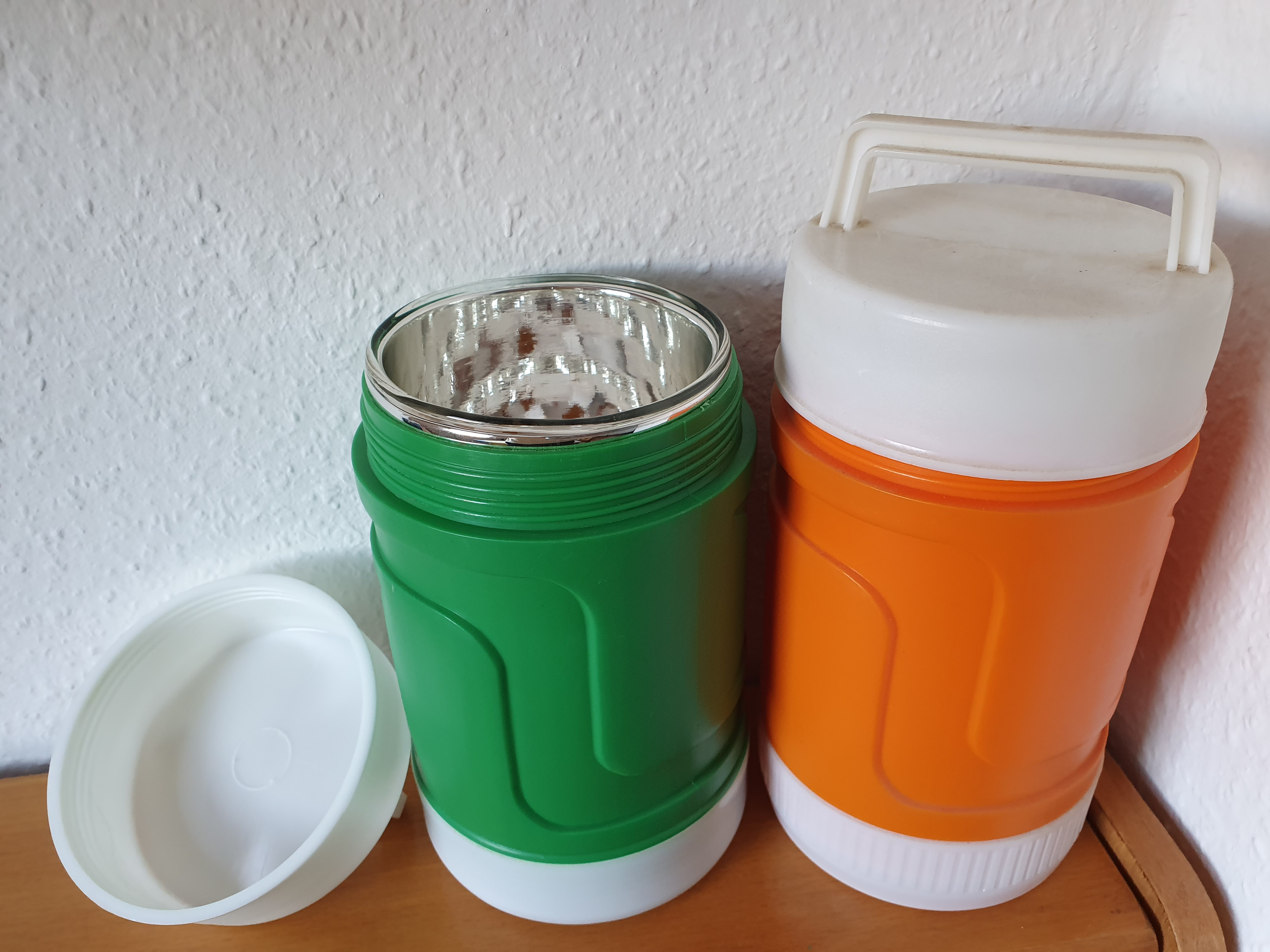
пищевые термосы

- Пищевые термосы — имеют широкую горловину, диаметр которой практически равен диаметру корпуса (от 65—80 мм). Предназначены для хранения первых и вторых блюд, мороженого и других видов пищевых продуктов, а не жидкостей.
  - Универсальные термосы — отличаются от пищевых термосов только конструкцией пробки, которая имеет дополнительное, более узкое, отверстие для наливания напитков.
  - Пищевые термосы с судками — термосы, в которые стопкой, друг на друга, вкладывается 2—3 пластиковые или металлические ёмкости (контейнеры), позволяющие одновременно раздельно хранить различные виды блюд — например для обеда: холодную закуску с первым и вторым блюдом.
- Термочашка или Термокружка

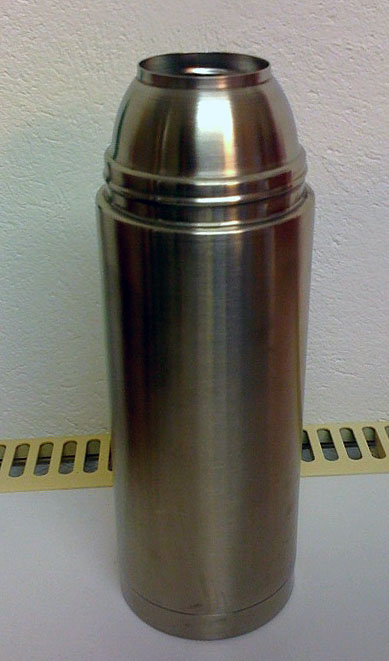
Термос для напитков с колбой из нержавеющей стали
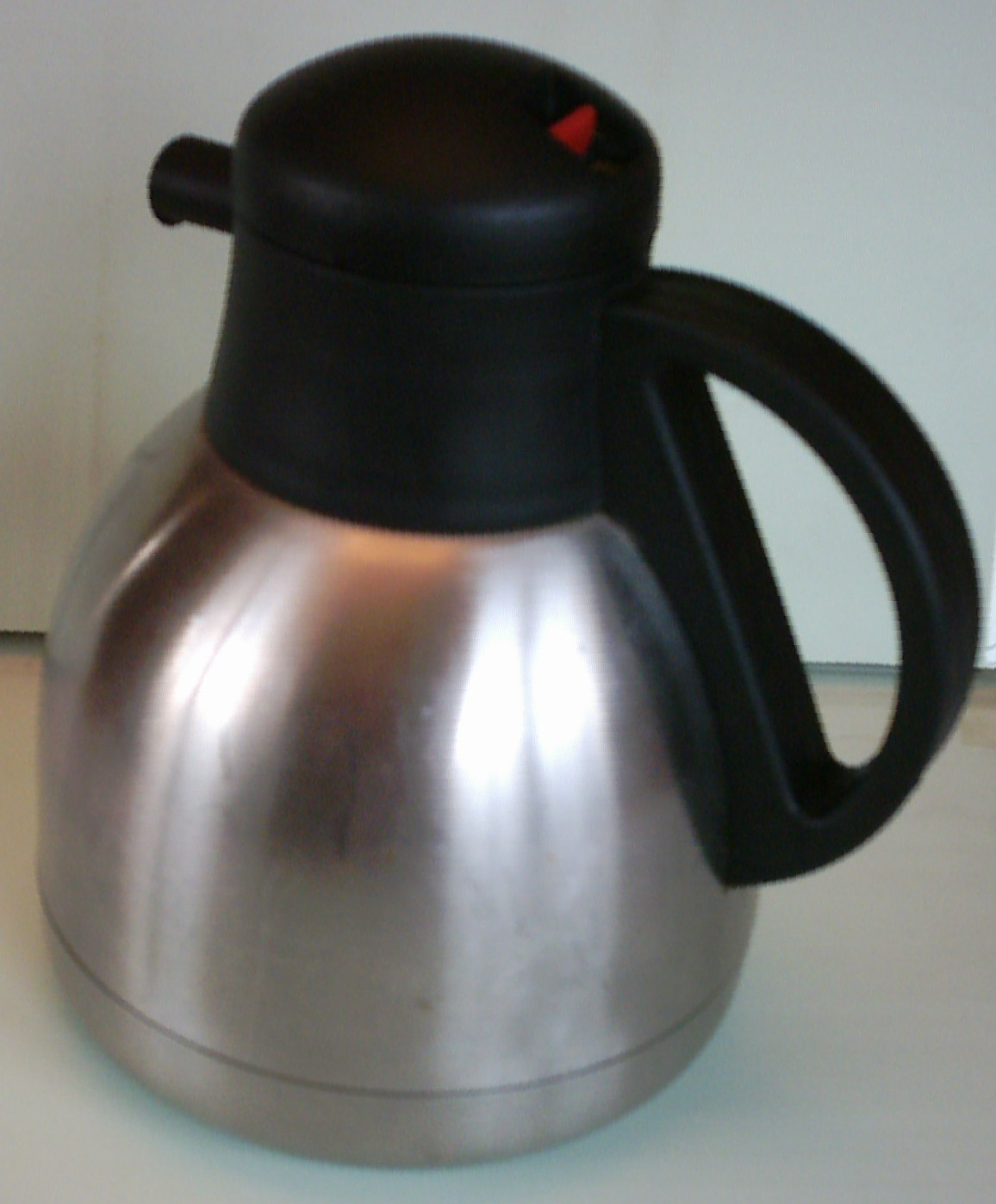
Термос-кувшин
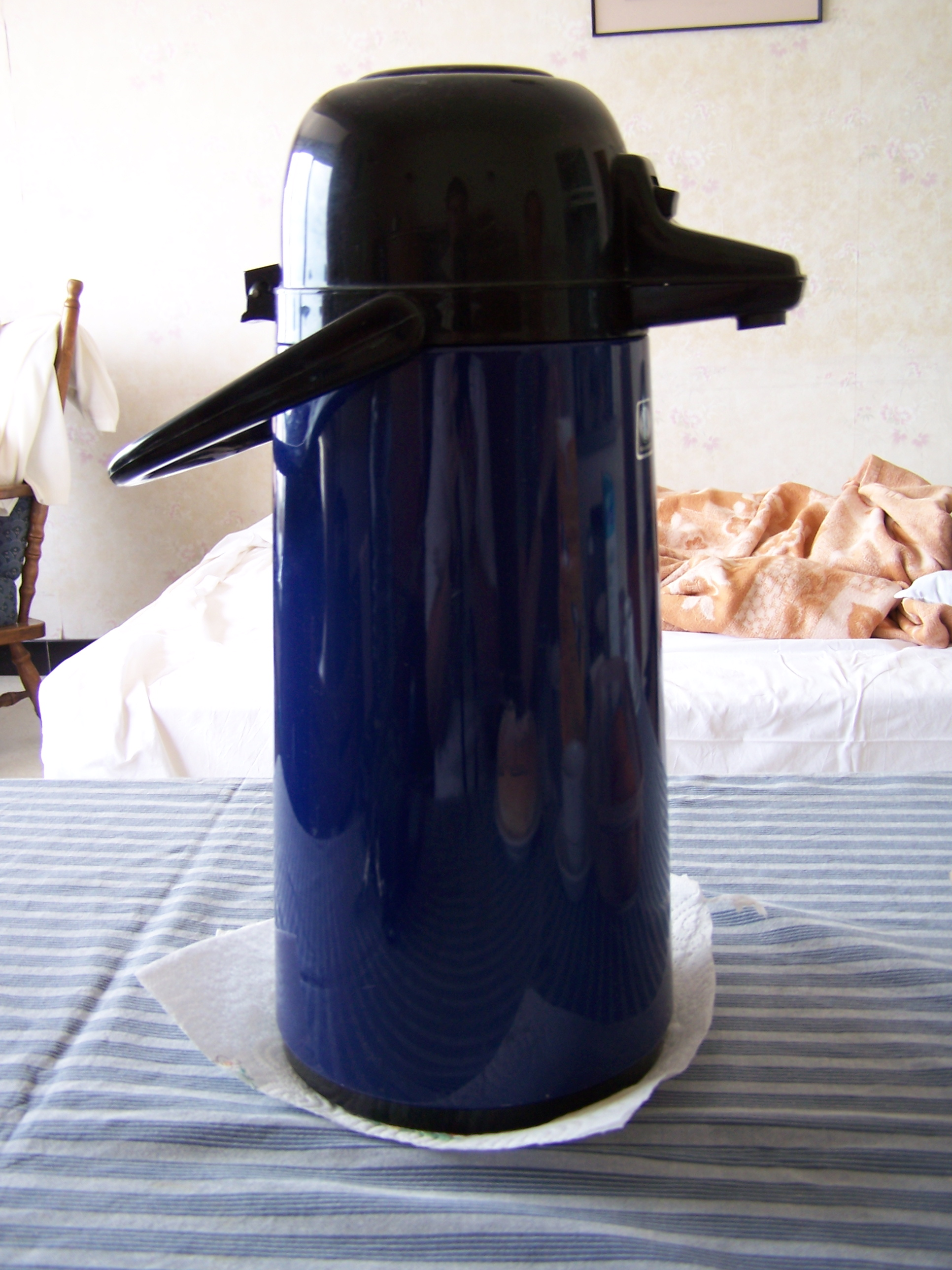
Термос с пневмонасосом
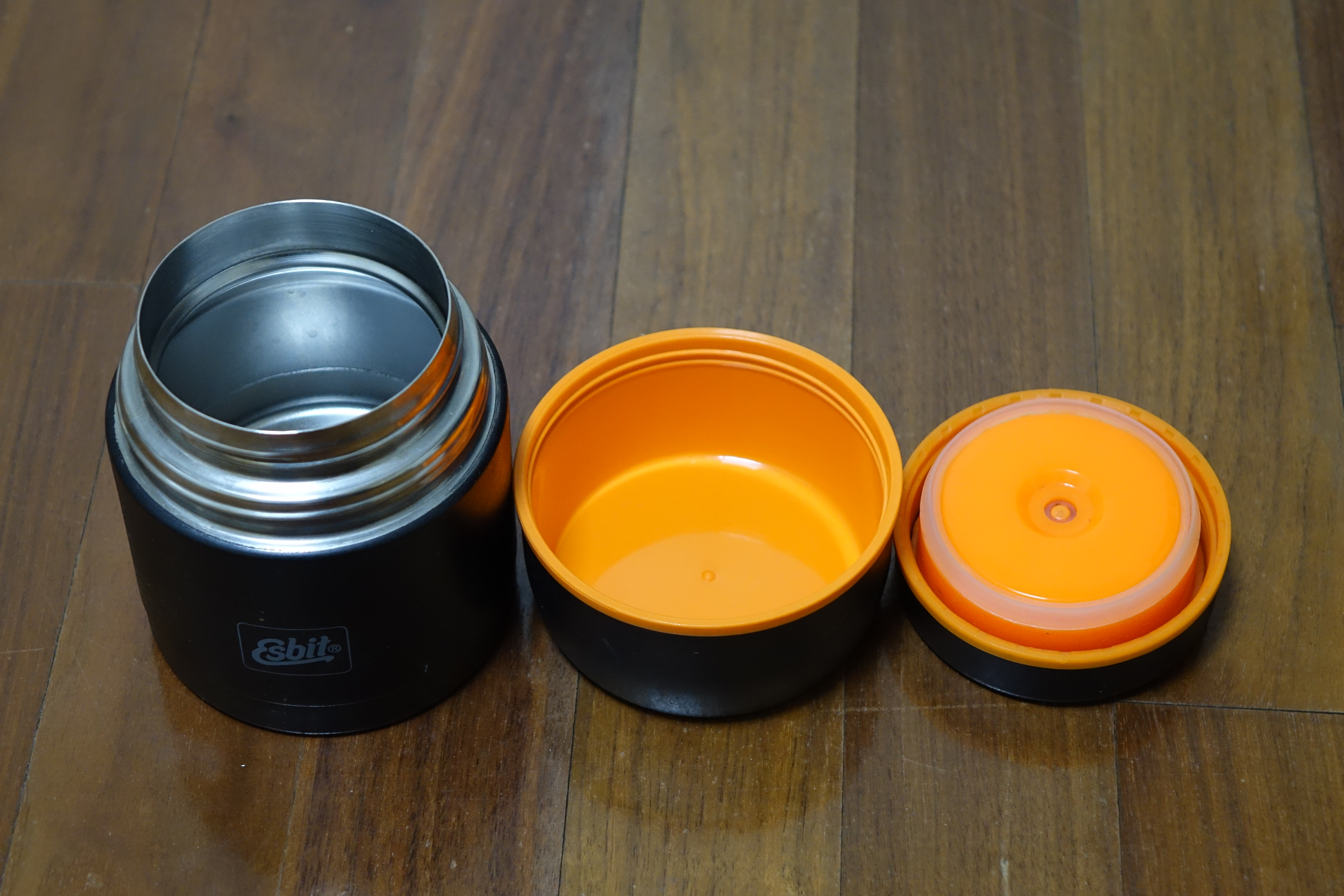
Термос для пищи, низкий и с широким вырезом
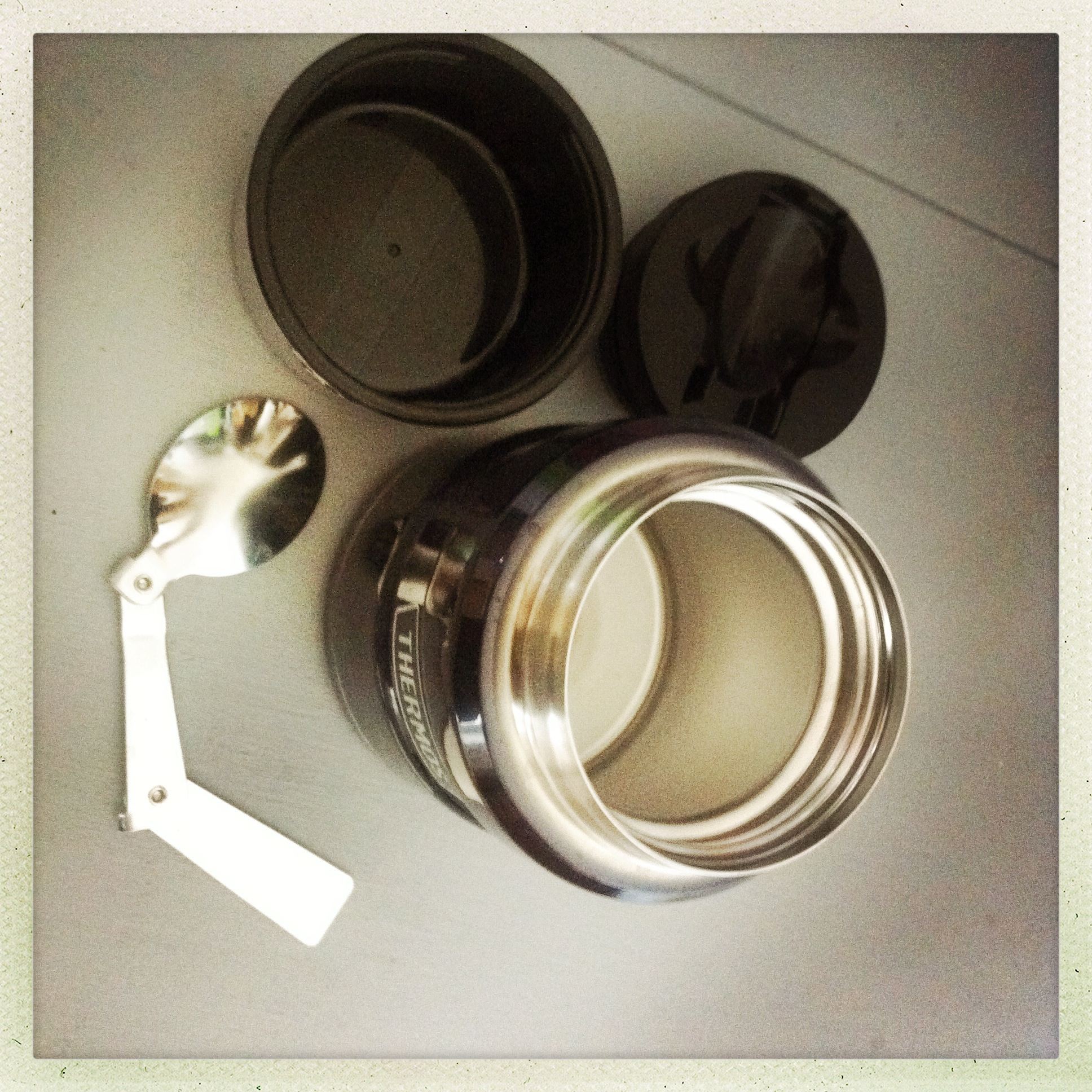
Ещё один пищевой термос, со складной ложкой
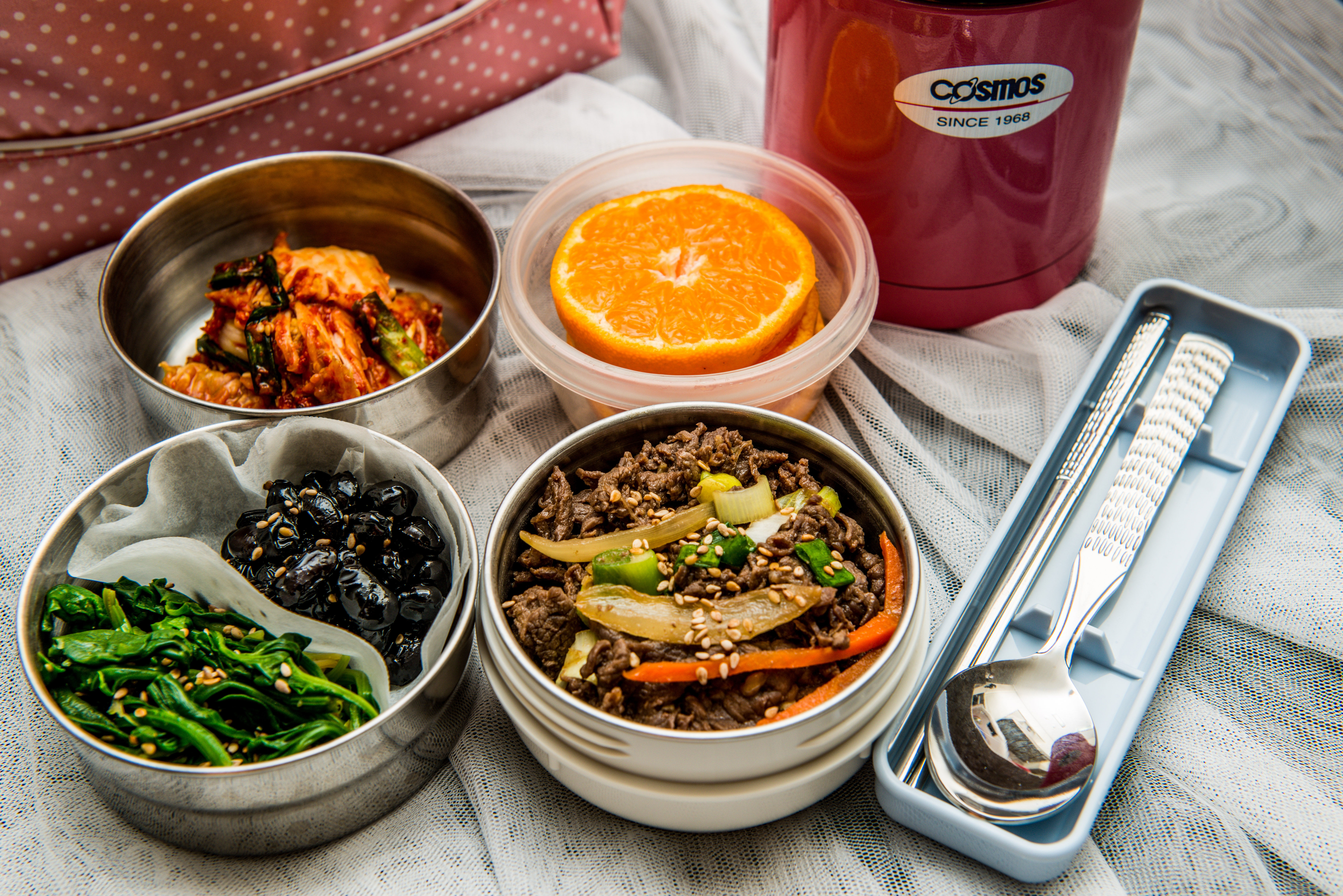
Пищевой термос с вынутыми судками
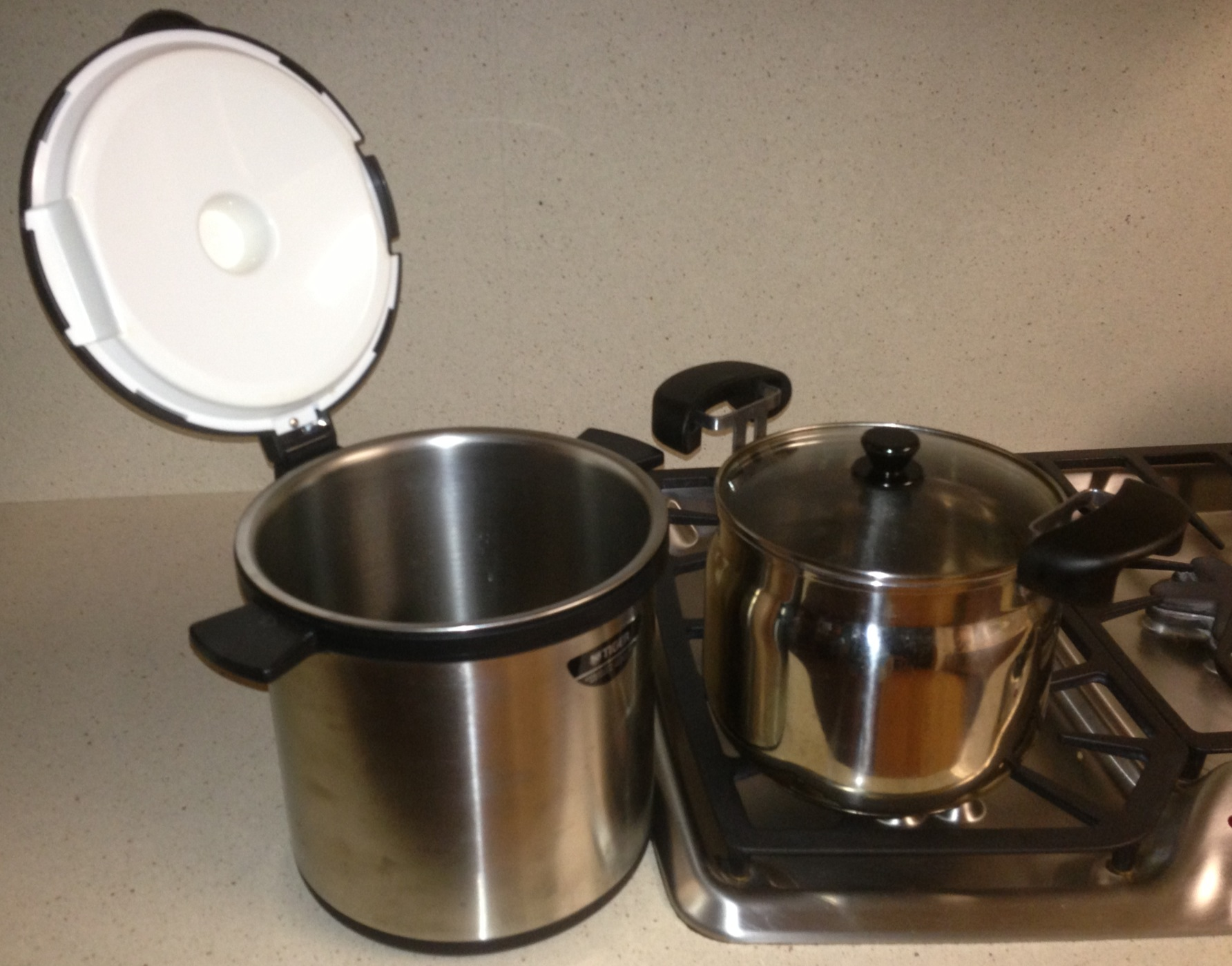
пищевой термос или термос для доведения закипевшей еды до готовности

## Свойства
Время сохранения температуры в термосе зависит от объёма помещенной в него жидкости, чем он больше, тем дольше сохраняется тепло (или холод). Старайтесь заполнять термос полностью, помните, чем меньше заполнен термос, тем быстрее остынет его содержимое.
Выдержка из ГОСТ Р 51968-2002 для определения термоизоляционных свойств термосов со стеклянной колбой:
|  | 7.5 Определение термической стойкости и термоизоляционных свойств 7.5.1 Термосы до начала испытания на термическую стойкость и термоизоляционные свойства выдерживают с открытой горловиной в помещении при температуре не ниже 18 °С до тех пор, пока температура воздуха внутри сосуда будет не ниже 18 °С. Температуру воздуха измеряют термометром по ГОСТ 28498. 7.5.2 Термос заливают водой температурой не менее 95 °С и выдерживают в течение 1—3 мин. Затем воду сливают и осматривают термос. Изделие считают выдержавшим испытание на термическую стойкость, если сосуд не разрушился. 7.5.3 Для контроля термоизоляционных свойств термосы вновь заливают водой температурой не менее 95 °С, закрывают пробкой и крышкой и выдерживают при температуре окружающей среды не менее 18 °С в течение времени, указанного в таблице 2. Температуру воды измеряют термометром по ГОСТ 28498. Изделие считают выдержавшим испытание, если температура воды после испытания будет соответствовать требованиям таблицы 2. Примечание — Для горной местности температура заливаемой воды и воды после испытаний должна быть скорректирована с учетом местных условий. |

Таблица 2. Минимально допустимая температура воды после испытания термосов со стеклянной колбой (согласно ГОСТ Р 51968-2002).
| Номинальная вместимость сосуда, см3 | Время испытания, ч | Температура воды в термосах и сосудах после испытания, °С, не менее |
| ----------------------------------- | ------------------ | ------------------------------------------------------------------- |
| С узкой горловиной                  |                    |                                                                     |
| 250                                 | 12                 | 45                                                                  |
| 500, 750                            | 24                 | 45                                                                  |
| 1000, 1250                          | 24                 | 55                                                                  |
| 2000                                | 24                 | 60                                                                  |
| С широкой горловиной                |                    |                                                                     |
| 250                                 | 6                  | 54                                                                  |
| 500                                 | 6                  | 56                                                                  |
| 1000                                | 6                  | 60                                                                  |
| 1500                                | 6                  | 62                                                                  |
| 2000                                | 6                  | 64                                                                  |

## Заменители термоса
Теплоизоляционные материалы, пенопласт, дерево, толстая ткань, одеяло, ящик с пенопластом внутри, чехлы на посуду, фольга, поролон и другие теплоизоляционные материалы.
Можно использовать ведро со льдом для более длительного сохранения продуктов в холодном состоянии.

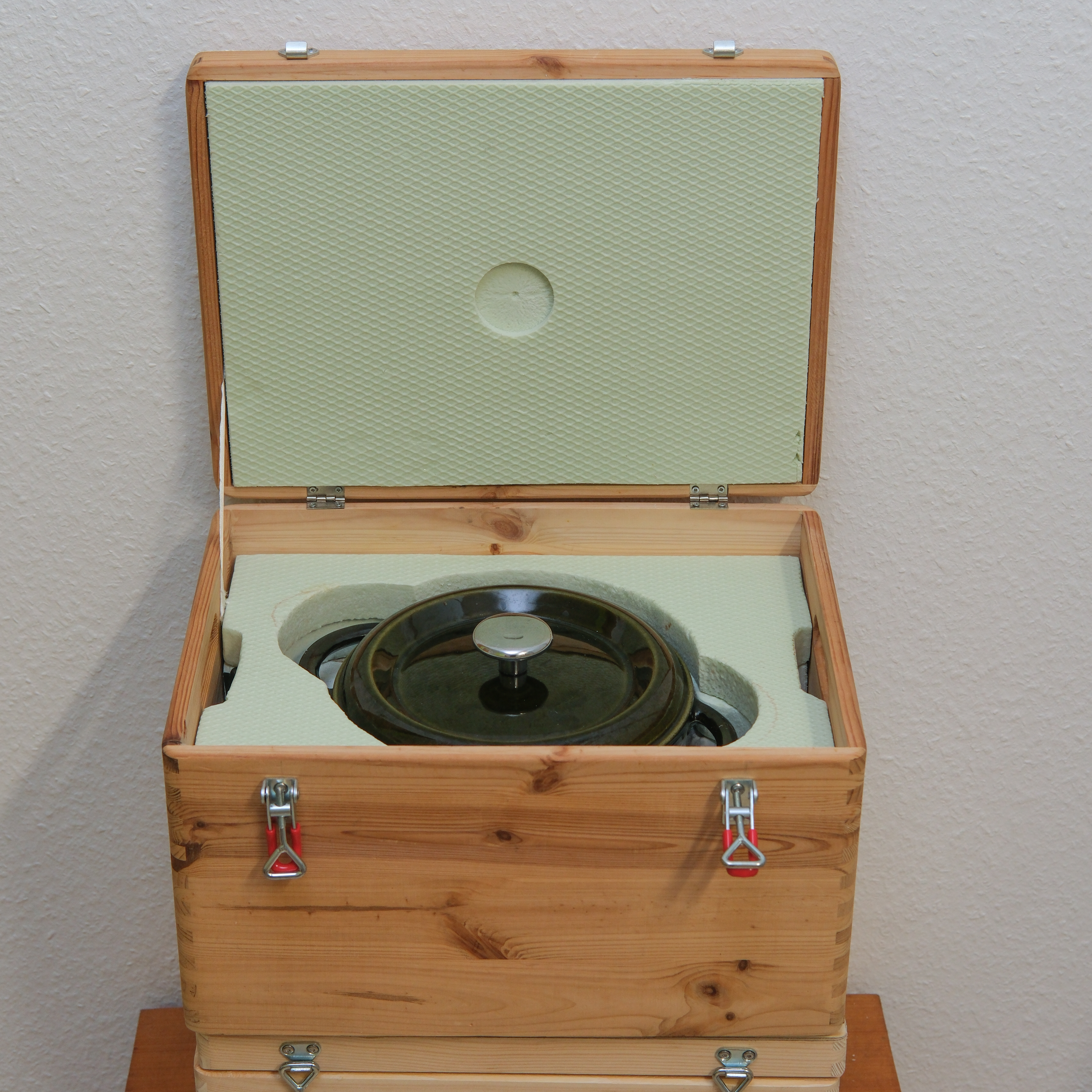
ящик с пенопластом, чтобы кастрюля долго не остывала
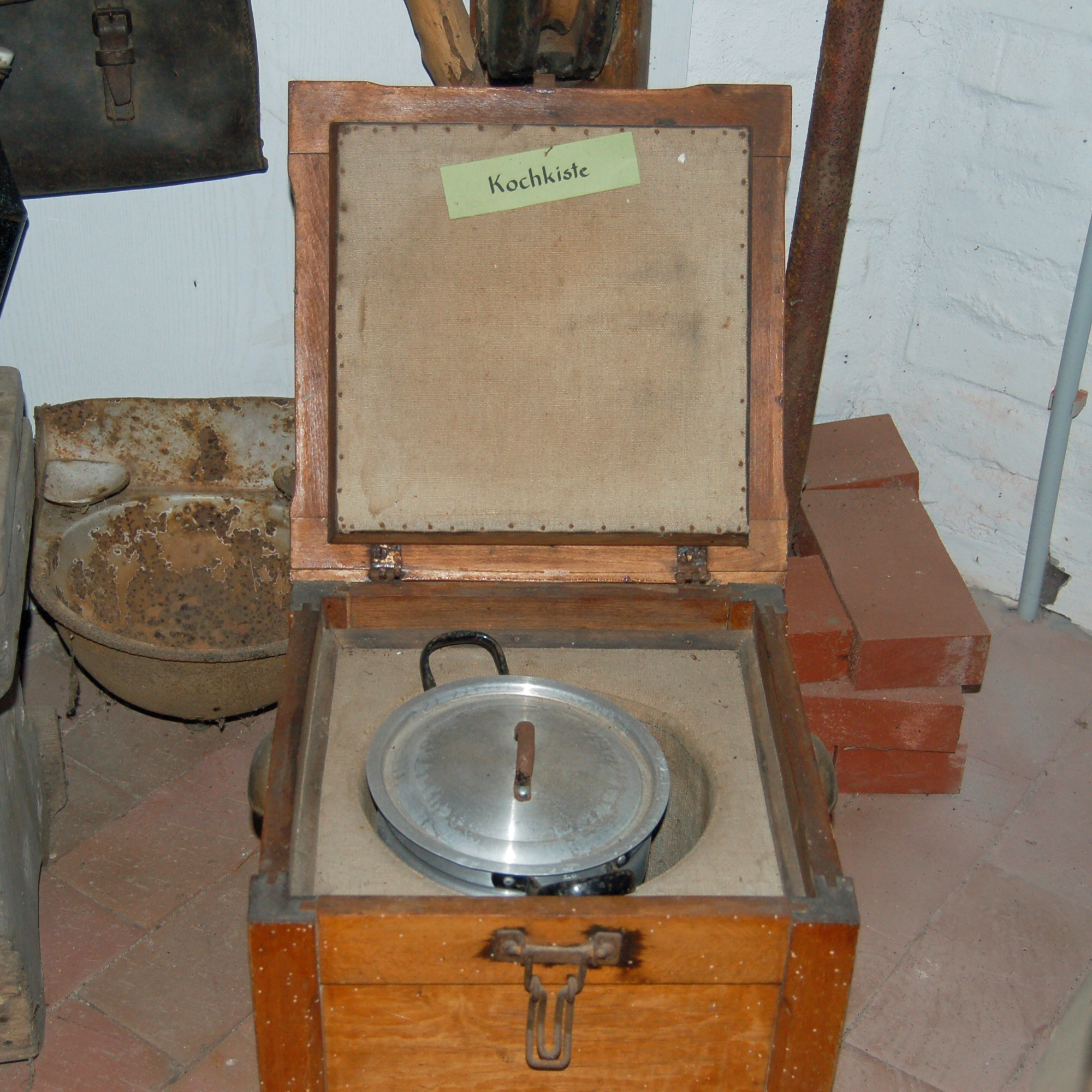
ящик с сеном для кухни, для поддержания кастрюли в горячем состоянии, популярный в начале 20 века, еду доводили до кипения и помешали в такой ящик, где она доходила до готовности, можно также использовать и кухонные полотенца или одеяло
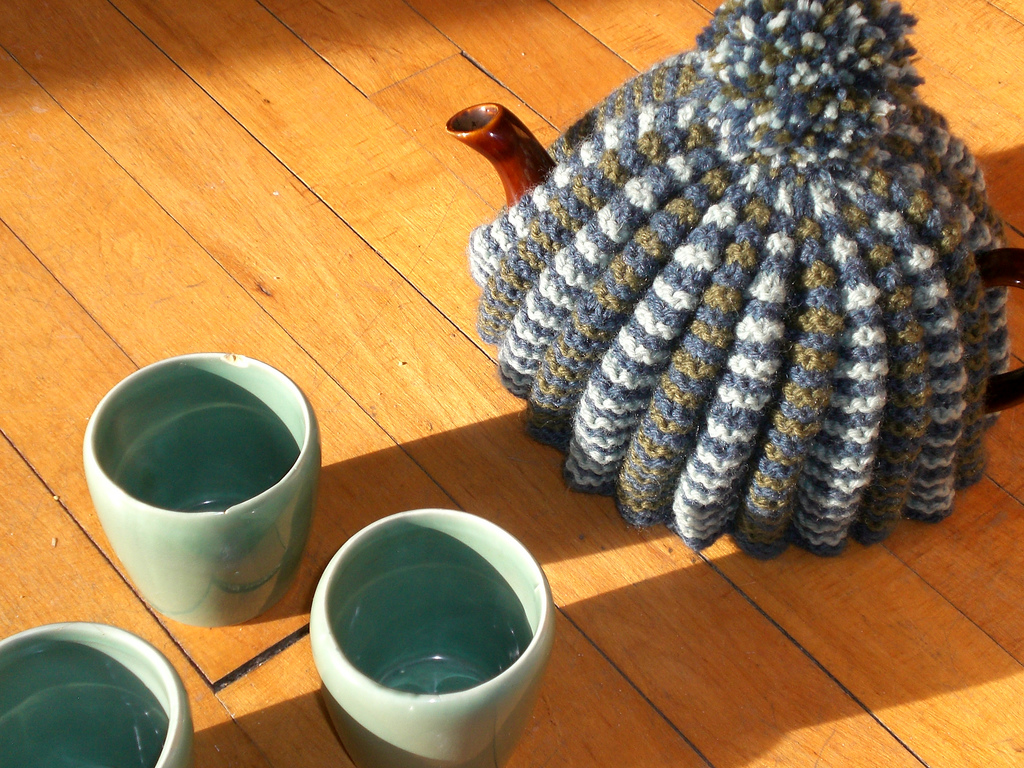
чехол для заварника чтобы заварка лучше заварилась, вместо полотенца, чтобы чайник был горячий пока чай заваривается.
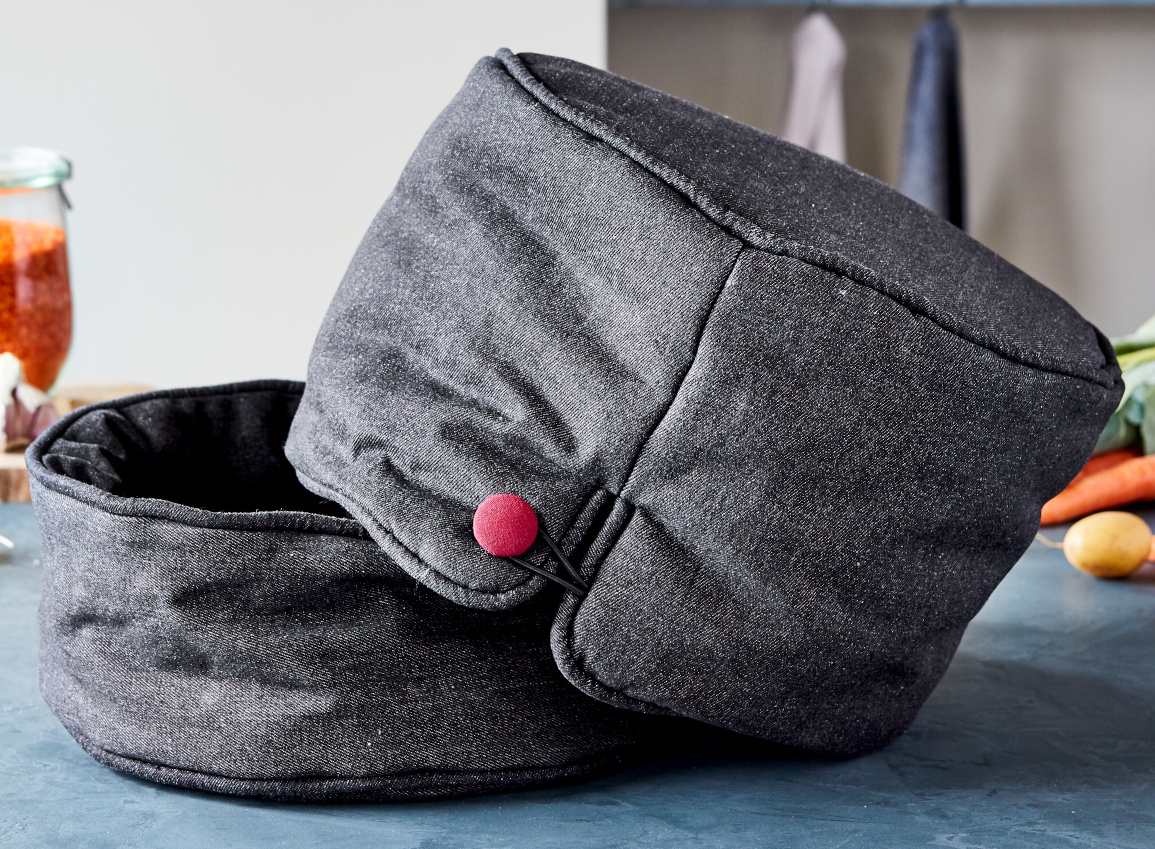
чехол для кастрюли